# Street Fighter (игра)
Street Fighter (яп. ストリートファイター Сутори:то Файта:, «Уличный боец») — видеоигра в жанре файтинг, разработанная и изданная компанией Capcom для аркадных автоматов на базе процессора Motorola 68000 в 1987 году. Позже проект не раз портировался на различные игровые платформы нескольких поколений и входил в состав нескольких сборников. Является первой игрой одноимённой франшизы и первым проектом Capcom, разработанным в жанре файтинга.
Хотя игра не была столь успешна, в отличие от её сиквела Street Fighter II, именно в ней были заложены некоторые правила, ставшие стандартом для последующих частей франшизы, в том числе шестикнопочное управление и использование специальных приёмов, выполняемых посредством усложнённых маневров джойстика.
Версия игры для TurboGrafx-CD вышла в 1988 году под названием Fighting Street (яп. ファイティングストリート Файтингу Сутори:то), которая впоследствии была выпущена в сервисе Virtual Console в ноябре 2009 года.

## Обзор

### Игровой процесс

Скриншот игры. Рю атакует Рэцу

В Street Fighter игрок выступает в серии боёв с десятью компьютерными оппонентами либо в одиночном бою с другим игроком. Все бои проходят в три раунда, в которых игрок должен победить оппонента в течение 30 секунд. В случае истечения отведённого времени до поражения одного из игроков, победителем раунда считался тот игрок, у которого осталось больше здоровья. Игрок должен одержать победу в двух раундах, чтобы перейти к следующему оппоненту. Если же третий раунд завершается вничью, то компьютерный противник считается победившим, либо оба игрока считаются проигравшими. В одиночном режиме можно продолжить игру после поражения от компьютерного оппонента и сразиться с ним снова. Кроме того, второй игрок может присоединиться к первому в любое время и сразиться в бою.
Исходя из заданного направления джойстика (или геймпаде на приставках), персонаж игрока может перемещаться вперёд либо назад относительно противника; совершать прыжки; приседать и защищаться от вражеских атак. Сочетая атакующие кнопки с направлением джойстика, игрок может наносить атаки из положений стоя, в воздухе и сидя. Также игрок имеет в наличии три специальных приёма, требующих для исполнения особых комбинаций кнопок и джойстика: хадокэн (яп. 波動拳 хадо:кэн, «Волновой удар»), сёрюкэн (яп. 昇龍拳 сёрю:кэн, «Восходящий удар Дракона») и тацумаки-сэнпукяку (яп. 竜巻旋風脚 тацумаки сэнпу:кяку, «Ураганный пинок»). В отличие от всех последующих игр серии, руководство пользователя не даёт конкретных указаний для выполнения всех трёх спецприёмов, побуждая игрока самому открыть эти техники.

### Персонажи
Игрок выступает в роли японского каратиста Рю, участвующего в международном турнире по боевым искусствам, чтобы испытать свои способности. В случае появления второго игрока, последний берёт под управление спарринг-партнёра и соперника Рю, Кена. Обычно в синглплеере игрок выступает за Рю, однако, если в режиме двух игроков второй игрок (выступающий за Кена) побеждает в двух раундах, то он может продолжить игру в одиночном режиме за Кена. Сами же персонажи различаются лишь внешне — цветом каратэги и головами, в остальном они полностью повторяют друг друга.
Одиночный режим представляет собой серию боёв с десятью оппонентами из пяти различных стран. В начале игры игрок может сам выбрать, с какой из четырёх стран ему начинать: Японии, США, Китая или Великобритании. После прохождения двух персонажей из одной страны игрок переходит к следующей паре с другого государства. После победы над всеми восемью оппонентами игрок «отправляется» в Таиланд для сражения с двумя последними оппонентами.
Также, в перерывах между боями игрок упражняется в тамэсивари: разбивании досок на одном бонусном уровне и шлакоблоков в другом.
Основные оппоненты — 8 бойцов из 4 стран, с которыми первоначально соревнуется игрок:
- Рэцу (яп. 烈, ромадзи Retsu) — бывший учитель сёриндзи-кэмпо[7];
- Гэки (яп. 激, ромадзи Geki) — синоби, дерущийся перчаткой с когтями[5];
- Джо (яп. ジョ Дзё:, англ. Joe) — чемпион подпольного чемпионата США по кикбоксингу[8];
- Майк (яп. マイク Майку, англ. Mike) — бывший боксёр-тяжеловес, отстранённый от выступлений после убийства соперника во время боя[9];
- Ли (яп. 李（リー） Ри:, пиньинь Lǐ) — эксперт по китайскому боксу;
- Юань (яп. 元 Гэн, ромадзи Gen) — пожилой наёмник, пользующийся собственным стилем боя[10];
- Бёрди (яп. バーディー Ба:ди:, англ. Birdie) — вышибала, сочетающий в бою методы рестлинга и бокса[11];
- Игл (яп. イーグル И:гуру, англ. Eagle) — наёмный телохранитель, дерущийся палками кали[12].

Боссы — последние два оппонента, с которыми встречается игрок поcле прохождения персонажей, описанных выше:
- Адон (яп. アドン, англ. Adon) — преуспевающий мастер муай-тая, суб-босс[13];
- Сагат (яп. サガット Сагатто, англ. Sagat) — чемпион Таиланда по боксу с титулом «Короля муай-тая», основной босс[14].

## Разработка игры
Продюсером игры и руководителем разработки выступил Такаси Нисияма (яп. 西山隆志 Нисияма Такаси, упоминается под псевдонимом Piston Takashi в финальных титрах); ведущим дизайнером же — Хироси Мацумото (яп. 松本裕司 Мацумото Хироси, в финальных титрах упоминается соответственно под псевдонимом Finish Hiroshi); оба они ранее работали над разработкой beat’em up Avengers; также Нисияма при разработке пользовался своим опытом изучения боевых искусств. После выхода игры Нисияма и Мацумото из Capcom перешли в компанию SNK, в составе которой руководили разработкой ставших не менее известными, чем Street Fighter, серий игр (в частности, Art of Fighting, Fatal Fury и The King of Fighters), а после банкротства SNK основали собственную компанию Dimps и позднее участвовали вместе с Capcom в разработке Street Fighter IV. Также, Street Fighter стала первой игрой Capcom с участием Кэйдзи Инафунэ, впоследствии прославившегося в качестве художника франшизы Mega Man.

## Версии и выпуски

### Варианты для аркадных автоматов
Для аркадных систем выпускалось два различных варианта игры. Первый, так называемый «регулярный» (распространявшийся как в настольном корпусе в Японии, и как вертикальном — за её пределами), использует конфигурацию из шести кнопок для атак, которая использовалась в аркадных версиях всех последующих игр серии. Второй, так называемый Deluxe-вариант, использует вместо шести кнопок две клавиши для атак; сила проведения удара определяется силой нажатия на клавишу.
Для англоязычных версий игры было проведено дублирование голосов игровых персонажей; соответственно, Рю и Кен оглашают наименования своих техник на английском. Впоследствии же, однако, все последующие проекты во франшизе вплоть до выхода домашних версий Street Fighter IV и её дополнений не дублировались для англоязычных релизов (исключениями можно считать аркадную версию Street Fighter: The Movie и игры подсерии Street Fighter III).

### Версии для домашних платформ
- Версия игры для TurboGrafx-CD, разработанная студией Alfa System[англ.][17] и изданная NEC Avenue (Hudson Soft в Японии), вышла в 1988 году под названием Fighting Street[комм. 5] и включала в себя аранжированный саундтрек. Также к этой версии был выпущен специальный геймпад с шестикнопочной раскладкой. Позднее, эта версия осенью 2009 года была выпущена для сервиса Virtual Console.
- Версии игры для домашних компьютеров (Atari ST, Commodore 64, ZX Spectrum, MS-DOS, Amiga и Amstrad CPC), разработанные студией Tiertex, были выпущены компанией U.S. Gold в Европе в 1988 году. Версия для Commodore 64 распространялась в двух вариантах, выпущенных на одной магнитной ленте — американском для NTSC-региона, разработанный Capcom USA, и британском для PAL-региона, разработанном Tiertex. Позднее Tiertex разработала и выпустила собственный неофициальный сиквел, получивший название Human Killing Machine[англ.], абсолютно не связанный с официальными сиквелами и всеми прочими играми серии. Это издание было выпущено в составе сборников Arcade Muscle и Multimixx 3 вместе с другими изданными U.S. Gold играми Capcom, такими как Bionic Commando и 1943: The Battle of Midway.
- Версия для MS-DOS была разработана компанией Hi-Tech Expressions[20] и позднее была выпущена в сборнике Street Fighter Series[21].
- Также, эмуляция аркадного оригинала присутствует в составе сборников Capcom Arcade Hits Volume 1 (вместе с Street Fighter II': Champion Edition) для ПК, Capcom Classics Collection Remixed для PSP и Capcom Classics Collection Volume 2 (вместе с Super Street Fighter II Turbo) для PlayStaion 2 и Xbox.

## Оценки и мнения
| Иноязычные издания    | Иноязычные издания |
| Издание               | Оценка |
| --------------------- | --- |
| ACE                   | 410 |
| Amiga Power           | 9 % (Amiga) |
| Amstrad Computer User | 14/20 |
| Crash                 | 69 % |
| CVG                   | 2/10 (Amiga / Atari ST) |
| Famitsu               | 28/40 (PCE) |
| IGN                   | 3,0/10 (Virtual Console) |
| Sinclair User         | [ 29 ] |
| The Games Machine     | 73 % (CPC) 65 % (C64) 60 % (ZX) 54 % (Atari ST) 51 % (Amiga) |
| Your Sinclair         | 8/10 |
| Zzap!64               | 36 % (C64) 21 % (Amiga) |
| PC Engine FAN         | 24,40/30 (PCE) |
| Награды               | |
| Издание               | Награда |
| Gamest Awards (1987)  | «Гран-при Gamest» (7-е место) «Лучшая графика» (6-е место) «Лучшее музыкальное сопровождение» (6-е место) «Самые финансово успешные аркадные автоматы» (5-е место) |
| Gamest (1991)         | «Лучшая игра на аркадных автоматах» (29-е место) |
| Sinclair User         | «Классика SU» |

Аркадная версия
На аркадных автоматах Street Fighter явилась весьма успешной в коммерческом плане игрой. В хит-параде журнала Coinslot, вошедшем в выпуск Sinclair User за август 1988 года, игра числилась как одна из наиболее популярных.
Аркадная версия игры была хорошо встречена критиками. Рецензент журнала Crash Тони Томпсон в своей рецензии, опубликованной в выпуске журнала за октябрь 1987 года, написал, что Street Fighter привносит новое дыхание в видеоигры о боевых искусствах с «огромным» корпусом автомата с игрой, «большими» спрайтами персонажей; клавишами, которые «чем сильнее нажмёшь, тем сильнее будет получившийся удар»; и новыми «секретными техниками». В выпуске этого же журнала за январь 1988 года Джулиан Ригнелл и Дэниел Гильберт говорят о том, что игра «вводит новое измерение с почти воздушными клавишами», а действие приятно для игрока с «хорошей» отзывчивостью управления; в то же время они считают, что по истечении некоторого времени игра вряд ли сможет так же затянуть, как прежде, из-за слабеющего эффекта новизны. Клэр Эджли из Computer and Video Games в выпуске за декабрь 1987 года отметила наличие больших (по тогдашним меркам) спрайтов, «очень реалистичных» персонажей и «интенсивного» экшена, но полагает, что требуется некоторое время, чтобы освоить техники; по её словам, из двух версий игры для аркадных автоматов делюкс-версия ей представляется «более весёлой».
Японский журнал Gamest по итогам 1987 года присудил игре 7-е место в рейтинге «Гран-при Gamest»; также игра заняла 6-е места в рейтингах «Лучшая графика» и «Лучшее музыкальное сопровождение». В 1991 году тот же Gamest провёл опрос среди читателей, по итогам которого Street Fighter занял 29-е место в рейтинге «Лучшая игра на аркадных автоматах».
Домашние версии
Домашние версии игры были, в целом, различно приняты критиками — от относительно положительных до весьма отрицательных. В частности, журнал Famicom Tsuushin поставили игре в версии для PC Engine оценку в 28 баллов из 40 возможных, тогда как в журнале PC Engine FAN при голосовании читателей она набрала 24,40 баллов из 30. В 1993 году тот же самый PC Engine FAN поставил её на 30-е место из 485 в общем рейтинге игр для PC Engine. Рецензент журнала Sinclair User поставил игре в версии для ZX Spectrum 10 звезд из 10, заявив о ней как об «одной из лучших игр года». Рецензент C+VG, наоборот, поставил игре в версиях для Amiga и Atari ST 2 звезды из 10; высоко оценивая графику и звук, он, тем не менее, отрицательно оценивает играбельность, суммируя, что у игры в этом варианте «нет прочной основы для интереса в дальнейшем», предлагая вместо этого вложить средства в аркадную версию. Позднее, интерес к игре ограничился историческим любопытством в свете успеха Street Fighter II.
В 2011 году портал WatchMojo.com поставил версию игры для TurboGrafx-16 под названием Fighting Street на шестое место в десятке худших «стартовых» тайтлов.